# Gratzerbach
Der Gratzerbach ist ein rund 0,4 Kilometer langer, linker Nebenfluss des Krameterbaches in der Steiermark.

## Verlauf
Der Gratzerbach entsteht im nördlichen Teil der Gemeinde Kainach bei Voitsberg, im Südosten der Katastralgemeinde Gallmannsegg, südöstlich der Ortschaft Gallmannsegg an einem Hang östlich des Wirtshauses Sauer. Er fließt relativ gerade insgesamt nach Nordwesten. Im Südosten von Gallmannsegg, mündet er nordöstlich des Wirtshauses Sauer sowie etwa 100 Meter östlich der durch den Ort verlaufenden Hauptstraße in den Krameterbach, der danach nach geradeaus weiterfließt. Auf seinen Lauf nimmt der Gratzerbach keine anderen Wasserläufe auf.